# Ornella Fazio
Ornella Fazio (Buenos Aires; 7 de febrero de 1999), es una actriz argentina. Trabajó por primera vez en Sos mi vida, durante el año 2006, interpretando a "Coqui", la hija adoptiva del personaje de Facundo Arana. Su participación en este programa le permitió ser nominada para el Premio Clarín Espectáculos 2006 como revelación femenina.
En el año 2007 se sumó a mitad de año a la exitosa tira de Canal 13, Son de Fierro, en la cual interpreta a "Catita", la hija de una mujer divorciada que comienza una relación con Martín Fierro, el protagonista de dicho programa interpretado por Osvaldo Laport.
Actualmente está en la obra de teatro “Menea para mi” con dirección de Mariana Bustinza ganadores del premio Estrella de mar 2019 mejor obra de teatro alternativo

## Participaciones
- Sos mi vida - (2006-2007) como Ana "Coqui" Fernández.
- Son de Fierro - (2007-2008) como Catalina.
- Mujeres de Nadie - (2008) como Martita.
- La 1-5/18 - (2021-2022) como Brenda.

## Premios

### Nominaciones
- Premio Clarín Espectáculos 2006 como Revelación femenina
- Premio Estrella de Mar 2019 como mejor obra de teatro alternativo con “Menea para mi”